# Gyrodus
Gyrodus is een geslacht van uitgestorven straalvinnige beenvissen, dat leefde van het Laat-Jura tot het Vroeg-Krijt.

## Beschrijving
Het met dikke, rechthoekige schubben bedekte lichaam van deze 30 cm lange vis was qua omtrek vrijwel helemaal rond met een diep ingesneden, homocerke staartvin, symmetrisch geplaatste rug- en aarsvinnen en ver naar voren staande, gereduceerde buikvinnen. Inwendig werd het lichaam verstevigd door een fijn netwerk van tere beenderen. De afgeronde tanden waren dicht tegen elkaar geplaatst, wat het vermoeden bevestigt, dat het voedsel van dit dier uit koralen en andere stevige prooien bestond.

## Vondsten
Fossielen van deze vis werden wereldwijd gevonden.